# 비탈리 쿠투조프
비탈리 블라디미로비치 쿠투조프(벨라루스어: Віталь Уладзіміравіч Кутузаў, 1980년 3월 20일, 핀스크 ~)는 벨라루스의 전 축구 선수이다.
벨라루스 프리미어리그의 FC BATE에서 선수 생활을 시작해, 2001년 이탈리아 세리에 A의 AC 밀란으로 이적하였다. 쿠투조프는 AC 밀란 1군이 된 후 시즌 반 동안 겨우 두 경기에 출장해 팀 내 입지 확보에 실패하였다.
2002-03 시즌 포르투갈 리가의 스포르팅 CP로 임대되었으며, UEFA컵과 여러 컵 대회를 포함해 30경기에서 7골을 기록하였다. 2003-04 시즌 다시 임대돼 세리에 B의 US 아벨리노로 자리를 옮겼으며, 43경기에서 15골을 넣으며 중요한 선수 중 하나로서 팬들의 주목을 받았으나, 그의 활약에도 불구하고 팀은 세리에 C1으로 강등되었다.
세리에 B에서 성공적인 시즌을 보낸 후, 세리에 A의 UC 삼프도리아로 이적했으며, 두 시즌 간 (2004-05, 2005-06) 62경기에서 7골을 넣었다.
2006년 6월 파르마와 3년 계약을 체결했으며, 2007년 7월에는 새롭게 세리에 B로 승격된 AS 피사로 임대되었다. 2008년 여름 파르마에 복귀하였다.
2009년 1월, AS 바리로 자리를 옮겼다.